# Hainschwebfliege

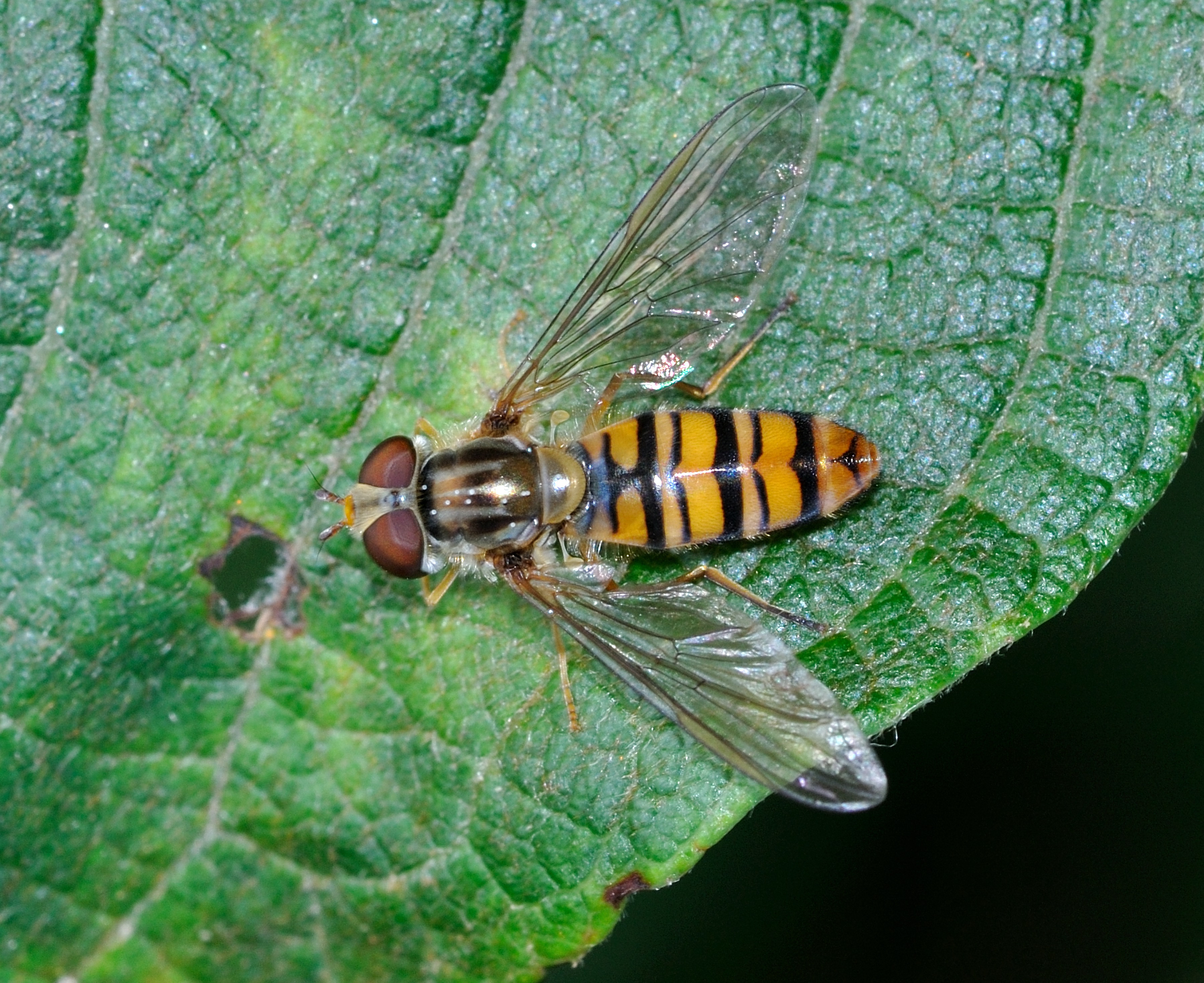
Weibchen

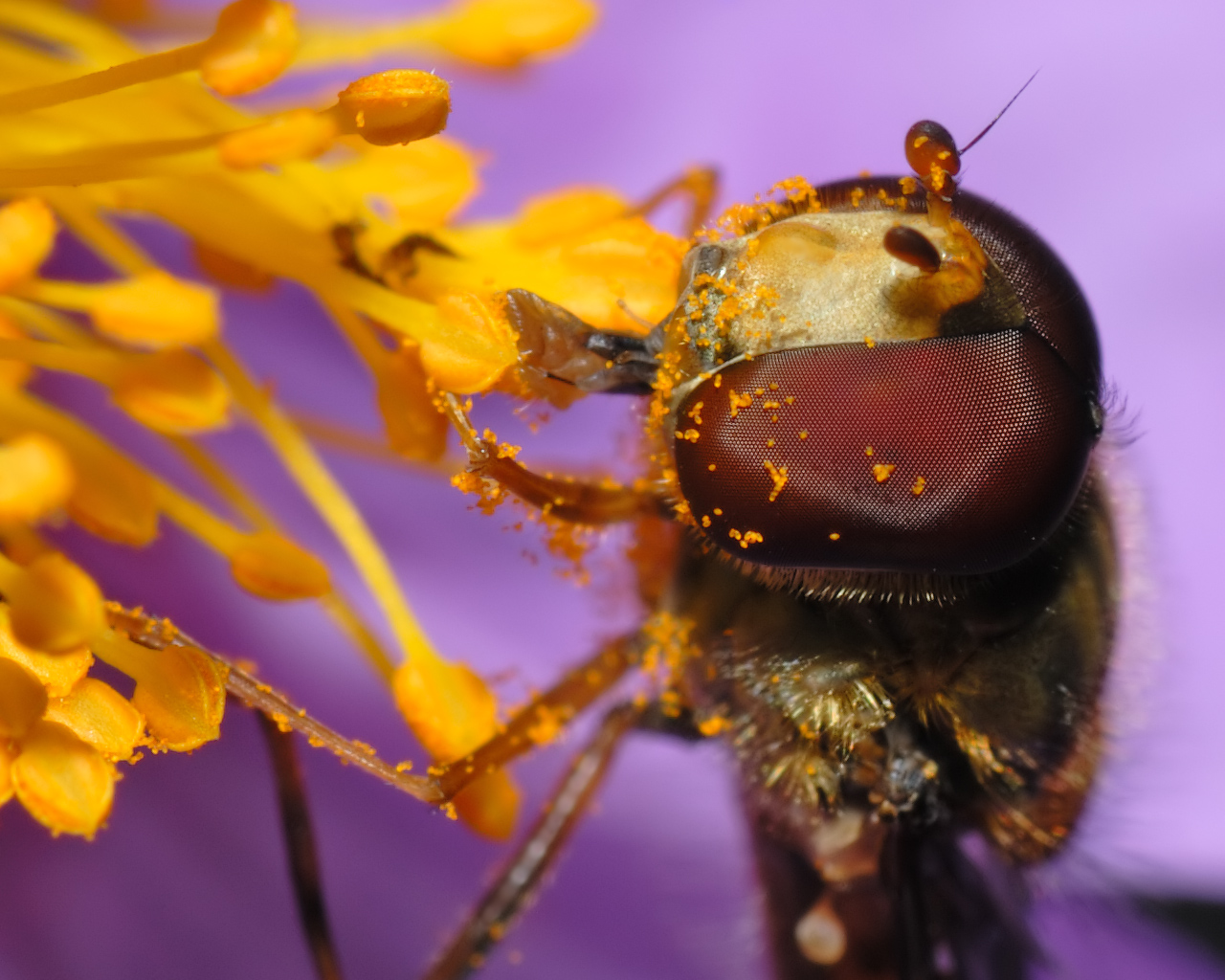
Nahaufnahme des Kopfes eines Männchens

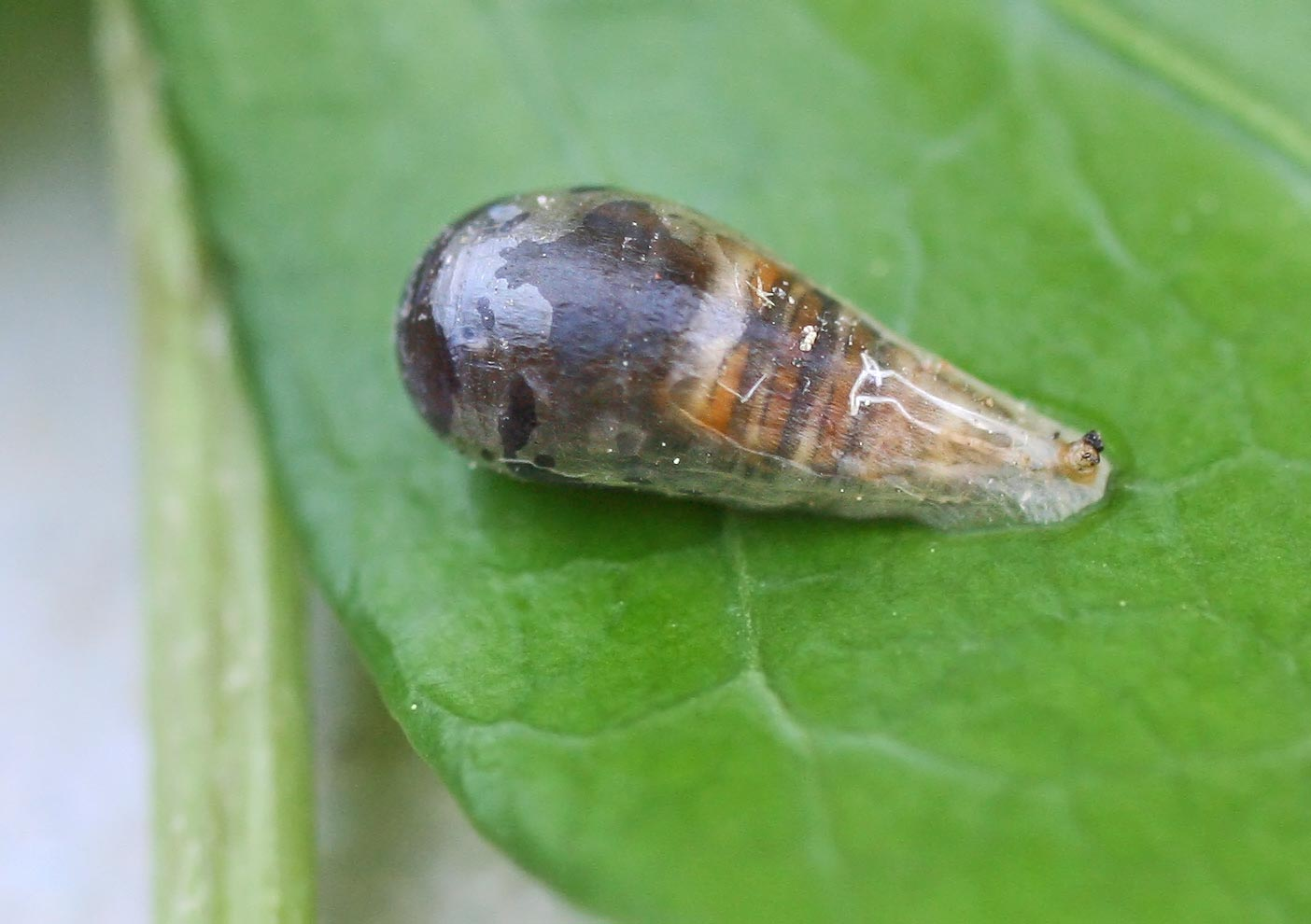
Puppe

Die Hainschwebfliege (Episyrphus balteatus), auch bekannt als Wander- oder Winterschwebfliege, ist eine Art der Familie der Schwebfliegen (Syrphidae). 2004 wurde sie zum Insekt des Jahres in Deutschland gewählt.

## Merkmale
Die Fliegen haben eine Körperlänge von 7 bis 12 Millimeter und haben einen etwas langgestreckten und schlanken Körperbau. Das Gesicht ist gelb, die Stirn ist grau, über den braunen Fühlern dunkler grau bestäubt. Das dunkel grünlich schimmernde Mesonotum trägt drei hellgraue Längslinien. Am Hinterleib befinden sich am zweiten Segment zwei gelbe Flecken, am dritten und vierten Segment breite, schwarze Hinterrandsäume und mittig schmale, mittig eingekerbte schwarze Linien. Durch diese „schnurrbartähnliche“ Hinterleibszeichnung ist die Art gut von anderen Schwebfliegenarten zu unterscheiden. Die Seitenränder des Hinterleibs sind seitlich nach unten geschlagen und von oben gesehen nicht sichtbar. Die Facettenaugen der Weibchen sind schmal getrennt.
Auffallend ist vor allem die Bates’sche Mimikry zur Wespe.

## Vorkommen und Lebensraum
Die Art ist in Europa, Asien und Nordamerika verbreitet. Sie zählt in Mitteleuropa zu den häufigsten Schwebfliegenarten und ist in vielen verschiedenen Lebensräumen zu beobachten. Die Flugzeit ist von März bis Oktober. Begattete Weibchen können überwintern und sind deswegen manchmal an warmen Wintertagen zu beobachten. Die meisten Tiere, insbesondere die Weibchen der Wanderart fliegen jedoch über die Alpen oder die Pyrenäen in den Süden.

## Lebensweise
Die Imagines sind starke Blütenbesucher und sind nahezu auf allen Blüten zu finden. Auf einzelnen Doldenblütenständen finden sich häufig bis zu 10 Individuen. Die Larven ernähren sich räuberisch von Blattläusen und insbesondere bei Knappheit ersterer auch von Blattwespenlarven. Die begatteten Schwebfliegenweibchen überwintern.

## Das Wanderverhalten der Hainschwebfliege
Episyrphus balteatus gehört zu den Wanderinsekten und führt gerichtete saisonale Wanderungen durch. Diese führen im Herbst von Mitteleuropa nach Süden und Südwesten in die Mittelmeerregion. Die Hainschwebfliege überquert dabei die Pässe der Mittelgebirge, der Pyrenäen und der Alpen. Im Frühjahr erfolgt der Zug in entgegengesetzter Richtung. Die Hainschwebfliege zieht unter Nutzung günstiger und Vermeidung ungünstiger Winde. Sie weist dabei ein ähnliches Verhalten auf wie ziehende Tagfalter und Vögel.
Der Zug der Hainschwebfliege nach Süden findet in geringen Höhen – und somit für das Auge sichtbar – nur bei Gegenwind und am Gebirgsanstieg statt. Die Schwebfliegen suchen dadurch ungünstige Luftströmungen zu unterfliegen. Bei Rückenwinden zieht die Hainschwebfliege in großen Höhen über die deutschen Mittelgebirge. Über der Schwäbischen Alb etwa wurde mit Spezialoptik starker Schwebfliegenzug noch in Höhen von 1000 bis 1400 Metern über Grund festgestellt (in bis zu 2000 Metern Meereshöhe). Noch bis in große Höhen wurden dabei auch Vögel beobachtet, die dort ziehende Schwebfliegen jagten.
An der Forschungsstation Randecker Maar auf der Schwäbischen Alb werden die Wanderungen von Schwebfliegen (darunter auch die Hainschwebfliege) seit 1970 dokumentiert und die Tiere mit Hilfe von Reusen erfasst, bestimmt und gezählt.
Dabei wurde in den vergangenen Jahren ein starker Rückgang in den Zahlen erfasster Tiere festgestellt. Die Forscher führen diesen auf den Einsatz von Giftstoffen in der Landwirtschaft zurück.

## Ähnliche Arten
- Grosse Schwebfliege

## Belege

## Weiterführende Weblinks
- Video: Ökologie der Schwebfliege Episyrphus balteatus. Institut für den Wissenschaftlichen Film (IWF) 2000, zur Verfügung gestellt von der Technischen Informationsbibliothek (TIB), doi:10.3203/IWF/C-7011.
- Video: Beutefangverhalten und Fressen der Larven von Episyrphus balteatus (Syrphidae). Institut für den Wissenschaftlichen Film (IWF) 1989, zur Verfügung gestellt von der Technischen Informationsbibliothek (TIB), doi:10.3203/IWF/C-1702.
- Video: Syrphus balteatus (Syrphidae) – Beutefangverhalten der Larve. Institut für den Wissenschaftlichen Film (IWF) 1986, zur Verfügung gestellt von der Technischen Informationsbibliothek (TIB), doi:10.3203/IWF/E-2936.